# トルビョルン・スヴェンセン
トルビョルン・スヴェンセン（Thorbjørn Svenssen, 1924年4月22日 - 2011年1月18日）は、ノルウェーのサッカー選手。ヴェストフォル県サンナフィヨール出身。ポジションはディフェンダー。
ノルウェー代表に1947年から1962年までの間選出され、104試合と長らくノルウェー代表歴代最多キャップ数を記録していた。現在はヨン・アルネ・リーセに記録を更新されたが、現在より国際試合が少ない時代の選手ということを考えれば、この数字は全く色あせることのない偉業と言える。1952年にはヘルシンキオリンピックの代表に選ばれている。

## 所属クラブ
- サンナフィヨール・フットボール　1945-1966